# Казачинское сельское поселение (Рязанская область)
Каза́чинское се́льское посе́ление — сельское поселение в Шацком районе Рязанской области. Поселение утверждено 14 апреля 2009 года, советом депутатов муниципального образования Казачинское сельское поселение, в связи с законом «О наделении муниципального образования — Шацкий район статусом муниципального района», принятый Рязанской областной Думой 22 сентября 2004 года.
Административный центр — село Казачья слобода.

## Население
| 2010  | 2012  | 2013  | 2014  | 2015  | 2016  | 2017  |
| ----- | ----- | ----- | ----- | ----- | ----- | ----- |
| 2519  | ↘2437 | ↘2391 | ↘2352 | ↘2287 | ↘2236 | ↘2214 |
| 2018  | 2019  | 2020  | 2021  |       |       |       |
| ↘2169 | ↘2144 | ↘2125 | ↗2277 |       |       |       |

## Состав сельского поселения
В состав сельского поселения входят 8 населённых пунктов
- Захарьино (деревня) — 12[13]
- Казачья Слобода (село, административный центр) — 2543[13]
- Калинная (деревня) — 22[13]
- Красный (посёлок) — 2[13]
- Лубяное (деревня) — 6[13]
- Пенькозавод (посёлок) — 3[13]
- Первомайский (посёлок) — 44[13]
- Чечеры (посёлок) — 94[13]